# Junior World Rally Championship
De Junior World Rally Championship of J-WRC, is de internationale benaming van een door de FIA opgezet, ondersteunend kampioenschap in het Wereldkampioenschap Rally, die verreden worden over dezelfde proeven (teruggeschaald naar een zestallige kalender). Het kampioenschap ontstond in 2001 als de FIA Cup for Super 1600 Drivers en stond open voor auto's onder de Super 1600 reglementen. Het werd daarna in 2002 omgedoopt tot de huidige titel. 
In de seizoenen 2011 en 2012 werd het als de WRC Academy verreden, waarbij de opzet van het kampioenschap ook werd gewijzigd. Zo nemen alle rijders deel met een Ford Fiesta R2 (onder Groep R reglementen) volgens gelijke specificaties en hebben ze in Pirelli een vaste bandenleverancier. Ze rijden telkens alleen de eerste twee etappes van een rally en kunnen daarin ook via klassementsproef overwinningen punten scoren voor het kampioenschap. Deze vorm heeft het in 2013 behouden, alleen is de titel van het kampioenschap weer teruggedraaid. 

## Lijst van winnaars

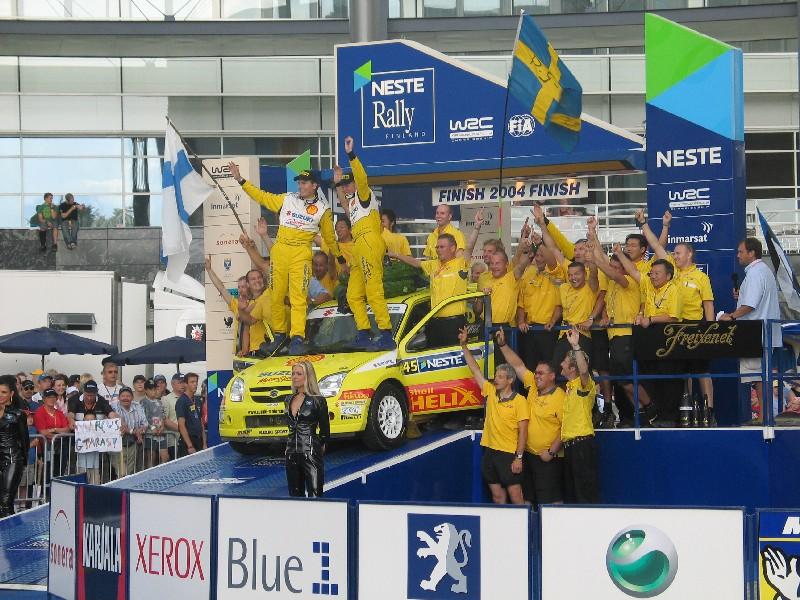
Per-Gunnar Andersson greep hier in 2004, en later ook 2007 naar de J-WRC titel toe

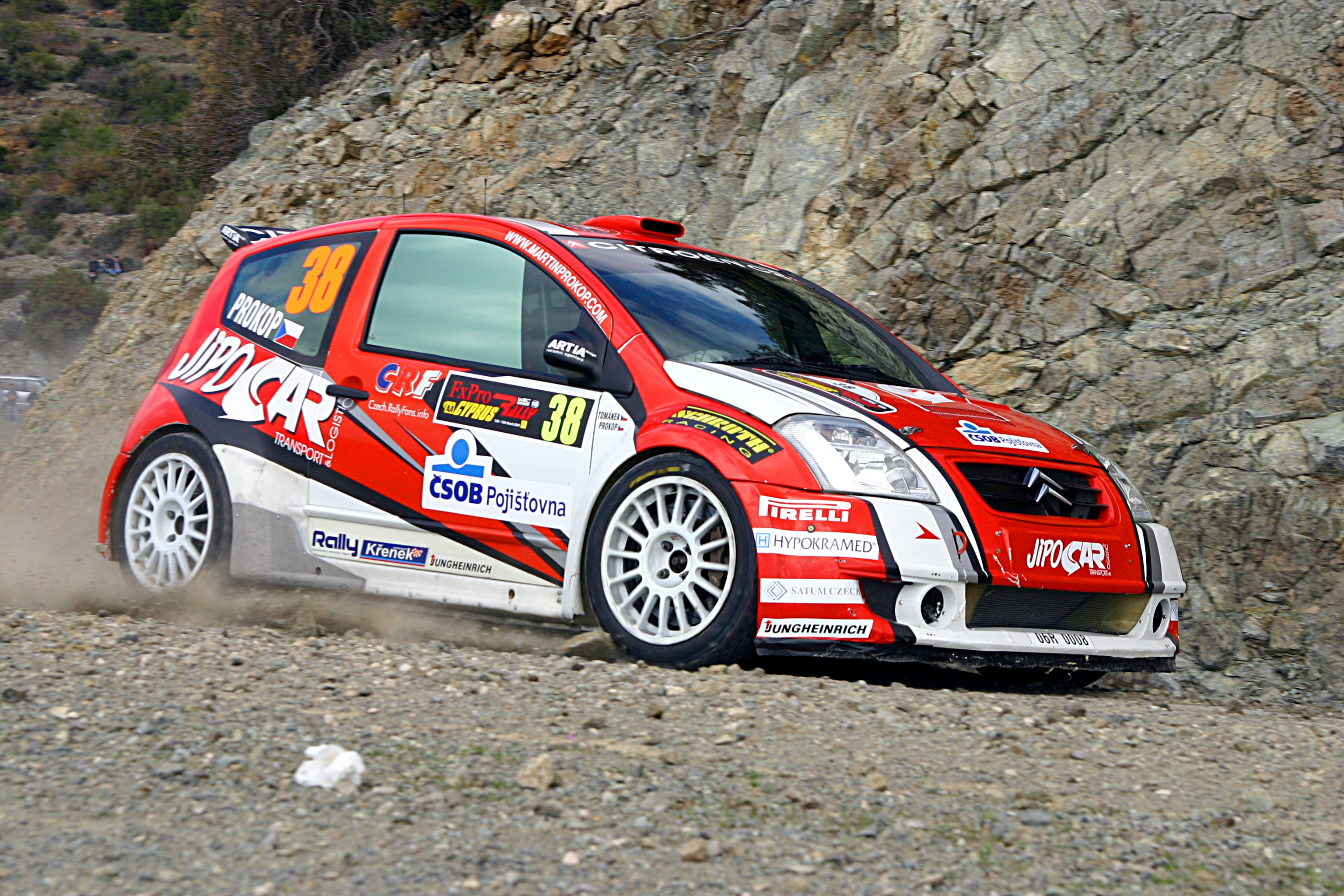
Martin Prokop werd in 2009 met de Citroën C2 S1600 J-WRC kampioen

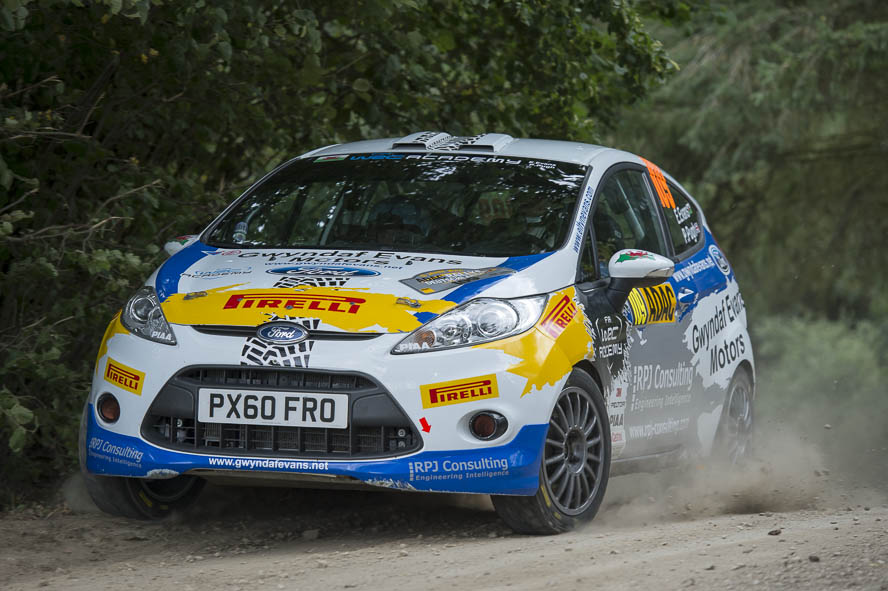
Sinds 2011 is de Ford Fiesta R2 de standaard auto in het kampioenschap

| Seizoen                         | Rijder               | Auto                   |
| ------------------------------- | -------------------- | ---------------------- |
| Junior World Rally Championship |                      |                        |
| 2014                            | Stéphane Lefebvre    | Citroën DS3 R3T        |
| 2013                            | Pontus Tidemand      | Ford Fiesta R2         |
| WRC Academy                     |                      |                        |
| 2012                            | Elfyn Evans          | Ford Fiesta R2         |
| 2011                            | Craig Breen          | Ford Fiesta R2         |
| Junior World Rally Championship |                      |                        |
| 2010                            | Aaron Burkart        | Suzuki Swift S1600     |
| 2009                            | Martin Prokop        | Citroën C2 S1600       |
| 2008                            | Sébastien Ogier      | Citroën C2 S1600       |
| FIA Junior Rally Championship   |                      |                        |
| 2007                            | Per-Gunnar Andersson | Suzuki Swift S1600     |
| Junior World Rally Championship |                      |                        |
| 2006                            | Patrik Sandell       | Renault Clio S1600     |
| 2005                            | Daniel Sordo         | Citroën C2 S1600       |
| 2004                            | Per-Gunnar Andersson | Suzuki Ignis S1600     |
| 2003                            | Brice Tirabassi      | Renault Clio S1600     |
| 2002                            | Daniel Solà          | Citroën Saxo VTS S1600 |
| FIA Cup for Super S1600 Drivers |                      |                        |
| 2001                            | Sébastien Loeb       | Citroën Saxo VTS S1600 |